# Aisuluu Tynybekova
Aisuluu Tynybekova (Bisqueque, 4 de maio de 1993) é uma lutadora de estilo-livre quirguiz e medalhista olímpica.

## Carreira
Tynybekova participou dos Jogos Olímpicos de Verão de 2020 em Tóquio, onde participou do confronto de peso meio-médio, conquistando a medalha de prata após disputa com a japonesa Yukako Kawai.
Tynybekova ganhou uma das medalhas de bronze na categoria feminina de 62 kg nas Olimpíadas de Verão de 2024 em Paris, França. Ela derrotou Pürevdorjiin Orkhon da Mongólia em sua luta pela medalha de bronze.